# Oratoire Saint-Jean-Baptiste

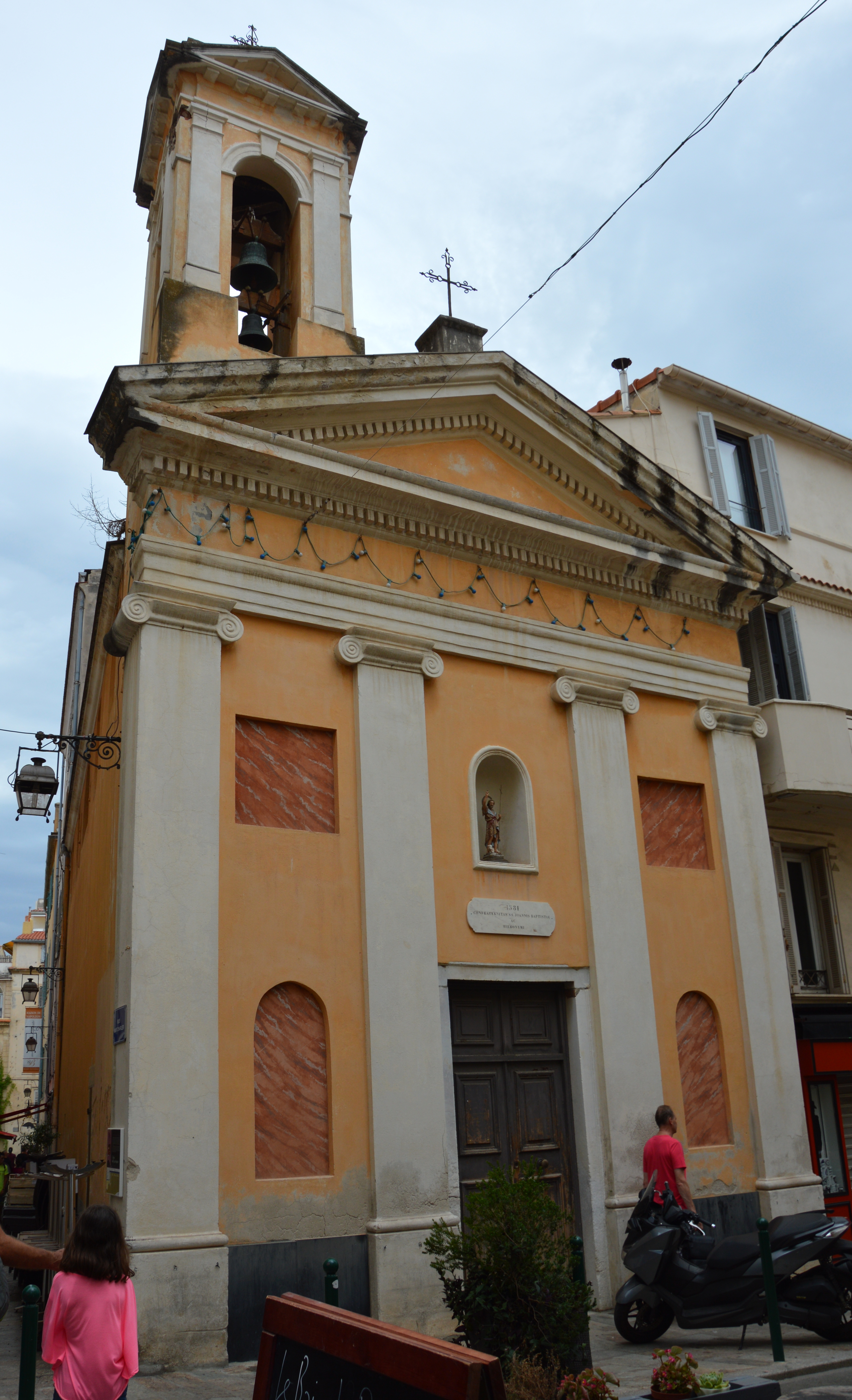
Oratoire Saint-Jean-Baptiste

Das Oratoire Saint-Jean-Baptiste ist eine katholische Kirche in Ajaccio, der Hauptstadt der Insel Korsika. Sie gehört zum Bistum Ajaccio.

## Lage
Sie befindet sich in der Altstadt von Ajaccio, an der Nordseite der Rue du Roi-de-Rome in einer Ecklage an der westlich einmündenden Gasse Rue Saint-Charles.

## Gestaltung und Geschichte
Das Oratorium wurde im Jahr 1565 errichtet. Es war Sitz der für die Krankenversorgung Bedürftiger sorgenden Bruderschaft von Saint-Jérôme und Saint-Jean-Baptiste. Mehrere Mitglieder der Familie Bonaparte wurden in der Kirche getauft. Mit der Französischen Revolution erfolgte jedoch die Umwandlung in einen Ballsaal. Nach dem Konkordat von 1801 wurde das Oratorium wieder kirchlich genutzt.
Der Kirchenbau ist im Stil des Manierismus gestaltet. Die Fassade ist geprägt durch vier Pilaster geprägt und wird von einem Dreiecksgiebel bekrönt. Aus dem nördlichen Teil des Gebäudes erhebt sich ein Turm.
Das Innere des Kirchenschiffs wird von einem Gewölbe aus dem 19. Jahrhundert überspannt. Es besteht ein stuckverzierter Hochaltar.
Am 6. September 1985 wurde das Oratorium als Monument historique unter der Nummer PA00099068 eingetragen.